# 天神地下街

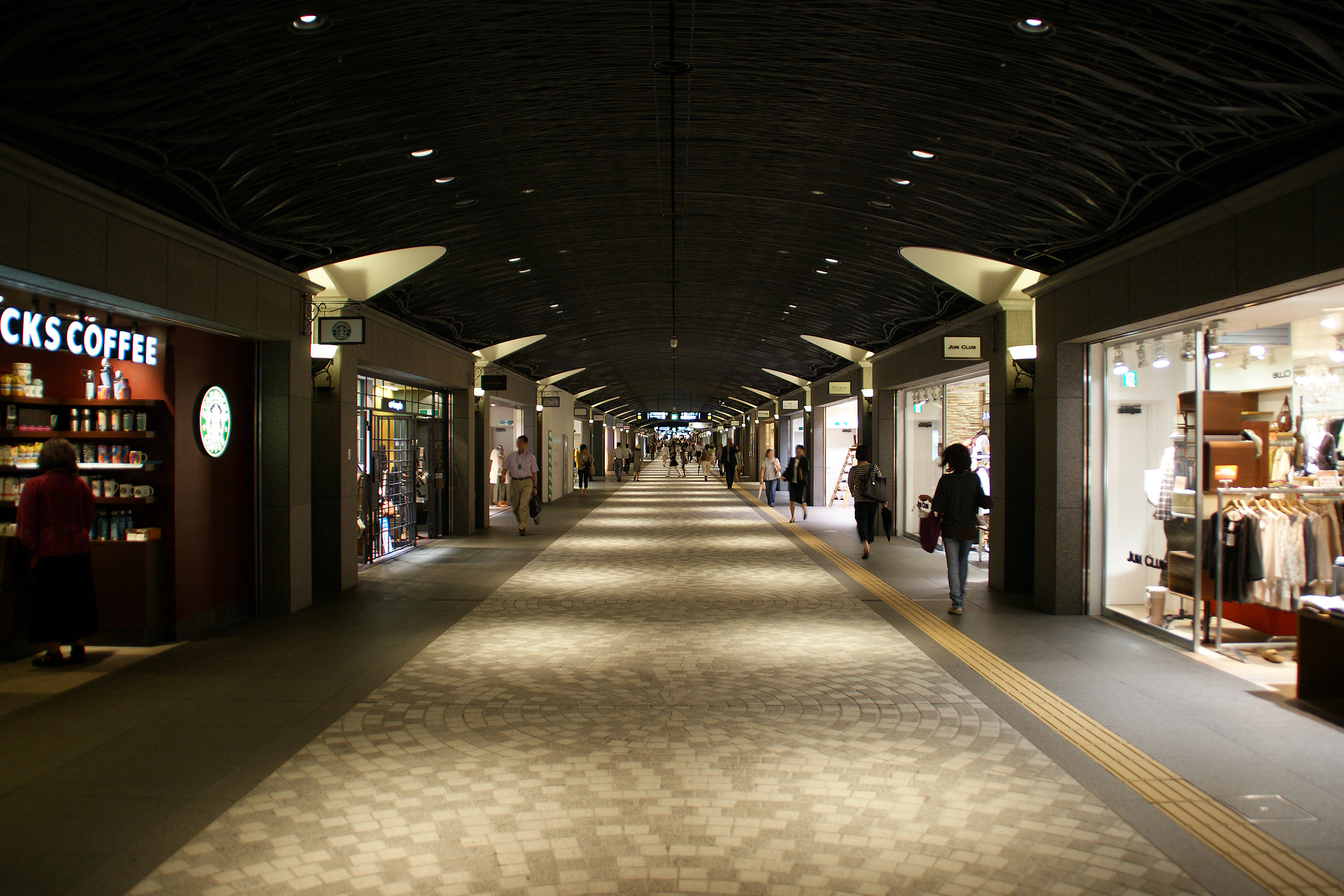
天神地下街

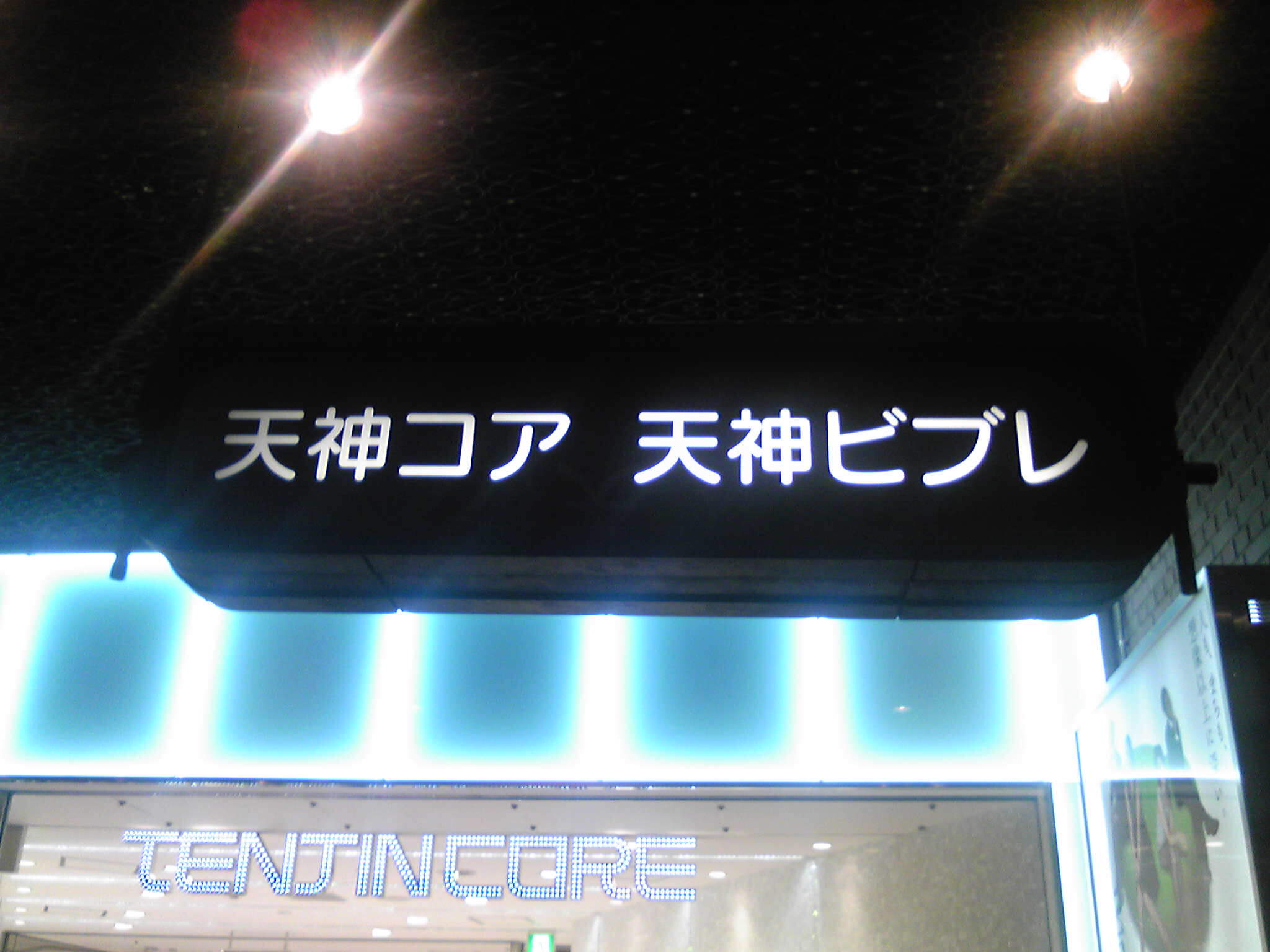
天神コア・天神ビブレ表記入りの連絡通路案内板
2014年に撤去されたため、現存しない。

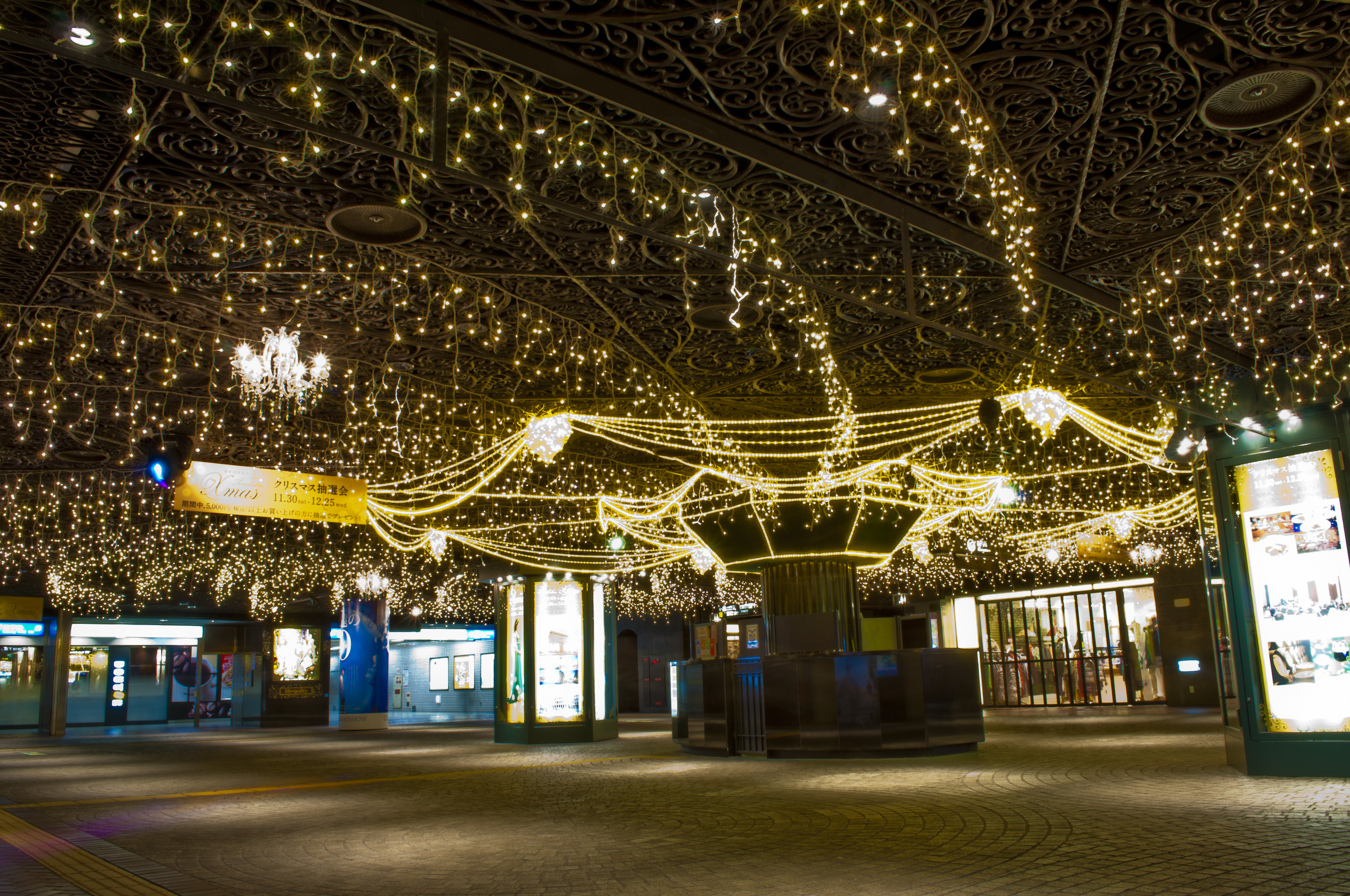
クリスマス時期に施されるイルミネーション

天神地下街（てんじんちかがい）は、九州最大の繁華街である福岡市中央区天神にある地下街。愛称は「てんちか」。キャッチフレーズはLIFE QUALITY。

## 概要
1976年9月10日開業、2005年の福岡市地下鉄七隈線の開業に伴い、南に延長された。
第三セクター福岡地下街開発が運営。九州最大の繁華街・天神の渡辺通り直下（天神橋口交差点から渡辺通4丁目交差点の間）を南北に走る地下街で、1番街から12番街まである。長さは約600メートル。
地下2階には計421台収容の駐車場がある。店舗面積は11,400m2、SC面積は28,000m2、テナント数は153であり、一日の歩行者通行量は約40万人であるという。
地下鉄天神駅と天神南駅を結び、西鉄福岡（天神）駅・西鉄天神高速バスターミナルといった福岡・天神の交通拠点と接続する。
また、渡辺通り沿いのビルだけではなく、接続する地下通路や地下鉄駅コンコースを介して福岡市役所、アクロス福岡、岩田屋など周辺のビルとも行き来が可能である ことから、雨や雪の降る日や猛暑や寒波の日などは、快適に通行できるため、特に人通りが多い。住居表示は福岡市中央区天神二丁目地下1号 - 3号。
19世紀のヨーロッパをイメージしてデザインされ、南欧風の石畳と煉瓦舗装の道や唐草模様の天井が特徴。かつては日本語、英語、フランス語の案内アナウンスが流されていた。「劇場」というコンセプトのため、通路の照明は暗く、店舗は明るくライトアップされている。開業当初は暗いとの批判があり、照明が増設されたが、その後取り外された。また、このデザインには老朽化をほとんど感じさせないというメリットもあった。
開店時刻の午前10時には地下街でオリジナルのメロディが流れる。これは1976年の創業時から変わっておらず、曲名は天神地下街のキャッチフレーズと同じ「ライフクオリティ」。後述するエフエム福岡で1980年 - 2000年に放送された番組とここでしか聴けないものである。正午にはサビの部分だけが流れる。ちなみに2022年3月16日、KBCラジオ『アサデス。ラジオ（アーリー）』で宮本啓丞が天神地下街関係者である福岡地下街開発に問い合わせをかけたところ、アナログ音源を焼き増していたものの、原盤もないうえ、音源劣化も著しくなっていたため、2017年にデジタル音源へと切り替えたという。なお、2016年以前に使用された楽曲のコーラスはトップギャランだという。2017年以降はトップギャランに似た声質の声を多重録音しているらしい。

## 接続する主な建物・施設
- ミーナ天神（旧マツヤレディス）
- ノース天神（旧ショッパーズ専門店街）→現在はミーナ天神と統合
- イオンショッパーズ福岡店
- 天神ビル
- ベスト電器福岡本店
- ソラリアステージ
- 福岡パルコ
- きらめき地下通路経由
  - ソラリアプラザ
  - ヴィオロ
  - 岩田屋本店
- ソラリアターミナルビル
  - 福岡三越
- 福岡市役所
- 大丸福岡天神店
- 西日本新聞社本社

## 最寄駅
- 西日本鉄道
  - 天神大牟田線西鉄福岡（天神）駅
- 福岡市交通局
  - 地下鉄空港線天神駅
  - 地下鉄七隈線天神南駅

## 福岡地下街開発
福岡地下街開発株式会社（ふくおかちかがいかいはつ）は、天神地下街を運営する日本の企業。1972年（昭和47年）2月1日会社設立。

### 沿革
- 1972年（昭和47年）2月 福岡地下街開発株式会社設立
- 1973年（昭和48年）7月 天神地下街建設工事着工
- 1976年（昭和51年）9月10日 天神地下街開業[1]
- 1981年（昭和56年）9月 福岡市地下鉄空港線開業、接続開始
- 1992年（平成4年）1月 福岡市都市景観賞受賞
- 1999年（平成11年）11月 新天神地下街建設工事着工
- 2005年（平成17年）2月 新天神地下街開業 福岡市地下鉄七隈線開業、空港線と七隈線を連絡開始
  - 10月 天神地下街、優良消防用設備等消防庁長官表彰受賞
- 2011年（平成23年）9月 天神地下街公衆無線LANサービス（てんちかWi-Fi）開始

## 関連する放送局
- RKB毎日放送
子会社の「RKBミューズ」が放送設備の設置にかかわった。この提携のため、地下街のスピーカーには、設置当時現役で、2007年まで使われていたRKBロゴが入っている。[要出典]
- FM FUKUOKA
かつて『LIFE QUALITY』というミニ番組のスポンサーであった。この番組に続けて放送されていたのは『赤坂泰彦のミリオンナイツ』など。[要出典]